# Bilobalid
Bilobalid – związek organiczny, terpen trilaktonowy, obecny w liściach miłorzębu dwuklapowego (Ginkgo biloba).
Bilobalid jest głównym składnikiem frakcji terpenoidowej w liściach miłorzębu, występuje także w mniejszych ilościach w korzeniach. Dokładny szlak biosyntezy tego związku z geranylo pirofosforanu (GGPP) i farnezylo pirofosforanu (FPP) nie został jeszcze poznany.
Terpeny trilaktonowe przykuwają uwagę nie tylko w związku z ich wykorzystywaniem w aromaterapii, ale również dzięki ich unikalnej budowie chemicznej. Struktura bilobalidu została poznana w latach 60., lecz dopiero w latach 80. XX w. badania nabrały rozpędu w związku z odkryciem, że może on być antagonistą czynnika aktywującego płytki krwi (PAF).

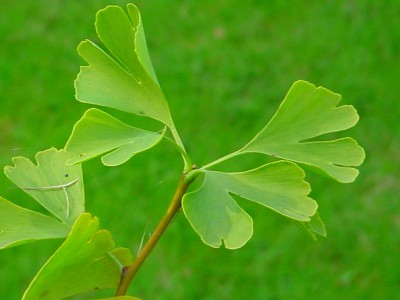
Liście miłorzębu

## Potencjalne zastosowania bilobalidu

### Bilobalid i neuroprotekcja

#### Niedokrwienie mózgu
Po przeprowadzeniu wstępnych badań nad wpływem bilobalidu na komórki nerwowe okazało się, że może on zapobiegać niedokrwieniu mózgu. Badania nad szczurzym modelem niedokrwienia pokazały, że traktowanie komórek
nerwowych (in vitro), jak i samych szczurów (in vivo), bilobalidem (>5 mg/kg m.c.) redukuje objawy związane z niedokrwieniem.
Bilobalid jest również inhibitorem uwalniania choliny w hipokampie, co zapobiega hydrolizie fosfolipidów wywołanej niedokrwieniem. Efekt ten jest specyficzny tylko i wyłącznie dla bilobalidu i nie zaobserwowano go podczas badań z użyciem innych pochodnych terpenoidowych z miłorzębu.
Bilobalid wpływa również na aktywację fosfolipazy A2 i również w ten sposób zapobiega rozpadowi fosfolipidów w strukturach hipokampu.

#### Wpływ antyapoptotyczny
Apoptoza komórek nerwowych jest ściśle powiązana z niedokrwieniem mózgu i wydaje się więc, że jej inhibicja może być nową strategią terapeutyczną w chorobach neurodegeneracyjnych, m.in. chorobie Alzheimera i chorobie Parkinsona.
Bilobalid wykazuje własności antyapoptotyczne w komórkach nerwowych. Badania in vitro na kulturach neuronów i komórkach glejowych, w których apoptoza była indukowana, pokazały, że efekt ochronny bilobalidu jest znaczący i statystycznie istotny.

#### Choroba Alzheimera
Podczas badań nad mysim modelem choroby Alzheimera wykazano, że podawanie bilobalidu zmniejsza objawy choroby, takie jak zaburzenia pamięci czy opóźnienia reakcji odruchowej. Nie wykazano jednakże różnic w ilości płytek beta-amyloidu, co sugeruje, że związek ten zmniejsza raczej utlenianie białek niż wpływa na ilość beta-amyloidu.

### Oddychanie komórkowe
Mitochondria są głównym źródłem energii wykorzystywanej w metabolizmie komórkowym. Spadek dopływu tlenu w trakcie niedokrwienia (ischemia) wpływa na produkcję energii przez te organella komórkowe. Funkcje komórek i tkanek zaburzone przez niedokrwienie mogą być w pełni odtworzone tylko i wyłącznie wtedy, gdy czas niedokrwienia jest relatywnie krótki. W dłuższych okresach ischemia powoduje nieodwracalne zniszczenia komórek.
Mitochondria izolowane z niedokrwionej tkanki sercowej mają zredukowana zdolność oddechową, spowodowaną uszkodzeniami w obrębie kompleksu I i kompleksu III w łańcuchu oddechowym. Podobne zjawisko zaobserwowano w mitochondriach izolowanych z niedokrwionych komórek mózgu. Wykazano również zmniejszenie aktywności translokazy nukleotydów adeninowych, spadek płynności błon, jak i zwiększenie stężenia jonów wapnia Ca2+
.
Prace eksperymentalne wykazały, że bilobalid może wywierać wpływ zarówno na tkankę mózgową, jak i na tkankę mięśnia sercowego. Mechanizm jego działania nie został jeszcze poznany, lecz wykazano jego wpływ na wydolność oddechową (RCR – ang. respiratory control ratio – jest to stosunek pomiędzy konsumpcją tlenu w obecności ADP a konsumpcją po wytworzeniu ATP). Badania na komórkach izolowanych z wątroby pokazały, że bilobalid wpływa na wzrost współczynnika RCR w mitochondriach w sposób statystycznie istotny. Wpływ ten obserwowano zarówno wtedy, gdy badano mitochondria pochodzące z komórek wątroby szczurów traktowanych bilobalidem, jak i podczas badań in vitro kultur komórek w pożywce zawierającej bilobalid.
Prawdopodobny mechanizm działania bilobalidu polega na zapobieganiu zmniejszaniu się aktywności kompleksu I i kompleksu III. Bilobalid zwiększa również współczynnik RCR z komórek ischemicznych.

### Bilobalid jako przeciwutleniacz i zmiatacz wolnych rodników
Wolne rodniki, mocne utleniacze, są związkami zawierającymi niesparowane elektrony. Są one zdolne do niszczenia różnych komponentów komórek (lipidów, białek, DNA, cukrów) i są zaangażowane w procesie powstawania mutacji. Mutageneza powodowana przez wolne rodniki ma bardzo daleko idące inklinacje w rozwoju przewlekłych chorób, takich jak nowotwory, nadciśnienie tętnicze, arterioskleroza, reumatyzm czy katarakta.
Bilobalid ma właściwości przeciwutleniające. Jest on akceptorem rodników, m.in. anionorodnika ponadtlenkowego (O−
2) oraz rodnika hydroperyksolowego (HO2). Wykorzystując spektroskopię elektronowego rezonansu paramagnetycznego (EPR) wykazano, że bilobalid wydatnie zmniejsza sygnał pochodzący od rodnika O−
2, jak i od rodnika HO
2. Analizy widm spektrofotometrycznych UV/VIS potwierdziły szybki zanik sygnału pochodzącego od rodnika O−
2 – po dodaniu bilobalidu.
Kolejne eksperymenty pokazały, że bilobalid wykazuje również właściwości przeciwutleniające, zmiatając rodniki O−
2 generowane podczas ischemii. Przeciwutleniające właściwości bilobalidu mogą brać udział w ochronie przed peroksydacją lipidów, występującą w trakcie niedokrwienia oraz, jak wykazały badania prowadzone na komórkach trzustki, przeciwdziałają reakcji zapalnej.

### Inhibicja produkcji tlenku azotu (NO)
Produkcja tlenku azotu jest regulowana przez syntazę tlenku azotu (NOS). W obecności koenzymów NOS przekształca L-argininę w tlenek azotu i cytrulinę. Tlenek azotu pełni bardzo ważną rolę podczas powstawania płytek miażdżycowych. Nadprodukcja NO może prowadzić do uszkodzenia ściany naczyń krwionośnych.
Bilobalid selektywnie obniża aktywację NOS w makrofagach, lecz nie obniża aktywności NOS w komórkach endothelium. Bilobalid obniża ekspresję genu NOS w makrofagach, zmniejszając tym samym produkcję tlenku azotu, a co za tym idzie może być przydatnym terapeutykiem w leczeniu chorób układu krwionośnego.

### Wpływ bilobalidu na MAO
Bilobalid jest stosowany w leczeniu chorób ośrodkowego układu nerwowego. Poziom biogennych amin i jego regulacja jest ważnym czynnikiem dla sprawnego działania całego mózgu. Wykazano, że bilobalid jest inhibitorem zarówno monoaminooksydazy-A, jak i -B. Badania wykazały również przeciwstresowe i przeciwlękowe działanie bilobalidu.

### Interakcje z cytochromem P450
Enzymy z nadrodziny cytochromów P450 zostały znalezione w
bakteriach, grzybach oraz w komórkach ssaczych. U ludzi pełnią one ważną rolę podczas metabolizmu leków i innych egzogennych substancji, jak i również podczas biosyntezy steroidów i prostaglandyn.
Przebadano bilobalid na różne polimorficzne formy cytochromu P450 pochodzące z trzustki. Okazało się, że frakcja terpenoidowa zawierająca bilobalid zmniejsza aktywność tylko jednej formy enzymu (CYP2C9), nie wpływając na jego pozostałe rodzaje.

#### Wpływ na inne enzymy detoksyfikacyjne
Zarówno bilobalid, jak i inne trilaktony terpenoidowe zwiększają aktywność enzymów detoksyfikacyjnych, takich jak transferaza S-glutationu (GST) oraz DT-diaforaza. Zwiększenie aktywności detoksyfikacyjnej odgrywa ważną rolę w metabolizmie ksenobiotyków, włączając związki kancerogenne, co zmniejsza ryzyko nowotworzenia.

#### Wpływ na rozluźnienie mięśniówki naczyń
Kolejnym efektem wywieranym przez bilobalid na organizm jest zwiotczenie naczyń krwionośnych. Terpenoidy mają wpływ relaksacyjny zależny od stężenia. Bilobalid wywiera mniejszy wpływ od mieszaniny terpenoidów z liści miłorzębu, co wskazuje na współdziałanie tych składników ekstraktu.

## Podsumowanie
Bilobalid jest związkiem o szerokim potencjalnym spektrum działania. Jego wykorzystanie w lecznictwie i fitoterapii przynosi korzystne efekty. Szczególnie ważne jest jego stosowanie w chorobach neurodegeneracyjnych i chorobach układu krążenia. Właściwości przeciwutleniające sprawiają, że bilobalid jest profilaktykiem, lecz niekoniecznie lekarstwem mogącym wyleczyć już postępującą chorobę. Zaletą bilobalidu jest brak efektów ubocznych jego stosowania.